# Phryxe excitata
Phryxe excitata là một loài ruồi trong họ Tachinidae.